# Ola Ullsten
Stig Kjell Olof Ullsten, detto Ola (Umeå, 23 giugno 1931 – Umeå, 28 maggio 2018), è stato un politico e diplomatico svedese.
Membro del parlamento dal 1965 al 1984, è stato Ministro di Stato della Svezia dal 12 ottobre 1978 all'8 ottobre 1979, per poi divenire ministro degli affari esteri fino al 1982. Dal 1978 al 1983 è stato presidente del Partito Popolare Liberale. Successivamente venne nominato ambasciatore presso il Canada, l'Italia e il Vaticano.

## Biografia
Olu Ullsten nacque nel paese di Teg a Umeå, figlio del membro del corpo forestale Carl Augustinus Ullsten e della maestra Stina.

## Ambasciatore
Ullsten è stato nominato nel 1984 ambasciatore in Canada, ruolo che ha ricoperto fino al 1989 con accreditamento secondario alle Bahamas dal 1985 al 1989. Divenne poi Ambasciatore in Italia dal 1989 al 1996 con accreditamento secondario in Albania dal 1992 al 1996.

## Famiglia
Ola Ullsten è stato sposato dal 1961 e il 1981 con Evi Esko (1931-1992), nata in Estonia, e dal 1989 con la franco-canadese Louise Beaudoin (nata nel 1954). Ha avuto quattro figli, due per matrimonio: Katarina (nata nel 1962), Maria (nata nel 1964), Nicolas (nato nel 1989) e Christian (nato nel 1992). Visse fuori Toronto in Canada e a Grötlingbo a Gotland.